# Viktor Iljin
Viktor Ivanovič Iljin (rusky Ви́ктор Ива́нович Ильи́н, * 26. prosince 1947 Leningrad) byl sovětský občan, armádní podporučík, který spáchal 22. ledna 1969 neúspěšný atentát na generálního tajemníka ÚV KSSS Leonida Iljiče Brežněva.
Pocházel z rodiny alkoholiků, vyrůstal v dětském domově a pak u adoptivních rodičů. Po dokončení topografické školy narukoval v roce 1968 do Sovětské armády. Byl odpůrcem invaze vojsk Varšavské smlouvy do Československa a svoji nespokojenost se sovětským režimem se rozhodl vyřešit likvidací jeho nejvyššího představitele. V lednu 1969 opustil kasárna v Lomonosově, kde odcizil dvě pistole Makarov PM, a odjel do Moskvy. Zde si od svého příbuzného vypůjčil milicionářskou uniformu a vmísil se u Borovické brány do davu, který vítal kosmonauty z lodí Sojuz 4 a Sojuz 5. Díky uniformě se mu podařilo proniknout až k přijíždějící koloně vládních vozů a začal střílet na druhý automobil v řadě, v němž obvykle seděl Brežněv. Zastřelil řidiče Igora Žarkova a zranil kosmonauta Georgije Beregového, pak byl odzbrojen a převezen do věznice Lefortovo. Brežněv nebyl v ohrožení, protože se rozhodl jet z letiště Moskva-Vnukovo do Kremlu jinou cestou než kosmonauti.
TASS přinesl krátkou zprávu o střelbě, ale zatajil, že šlo o pokus zabít Brežněva. Následovalo velké propouštění v bezpečnostních složkách, které nedokázaly atentátu včas zabránit. Vyšetřovalo se, zda Iljin nepracoval na něčí objednávku, nic však nebylo zjištěno, pachatel byl proto označen za duševně nemocného a umístěn v psychiatrické léčebně v Kazani, odkud byl propuštěn až v roce 1990 a byla mu přiznána vojenská penze.